# Mounir Biyadat
Mounir Biyadat (Veghel, 19 juli 1983) is een Nederlands/Marokkaans voetballer. Hij is een middenvelder in het eerste team van amateurvereniging Blauw Geel '38. Hij heeft professioneel voetbal gespeeld bij FC Den Bosch, FC Dordrecht en FC Emmen.
Biyadat begon te voetballen in de jeugd van Blauw Geel '38 in zijn geboorteplaats Veghel. Hier werd hij gescout door FC Den Bosch, waarvoor hij ging voetballen. Na acht jaar in verschillende jeugdteams van FC Den Bosch te hebben gespeeld, kwam hij in 2002 bij het eerste elftal. In de jeugd speelde hij nog als linksbuiten, maar toen hij bij de selectie kwam, schoof hij een linie terug naar de linkshalf positie. Als middenvelder veroverde hij een basisplaats en speelde zo met FC Den Bosch een jaar in de eredivisie. Na vier jaar bij FC Den Bosch gespeeld te hebben verkaste hij naar FC Dordrecht. Hier wordt hij getraind door Gert Kruys, die ook 1,5 jaar trainer van hem was bij FC Den Bosch. Bij FC Dordrecht heeft hij nog geen basisplaats kunnen veroveren. Daarom wordt hij in januari 2008 voor een half jaar verhuurd aan FC Emmen. Zijn aflopende contract werd niet verlengd door FC Dordrecht en contractbesprekingen bij FC Emmen liepen vast. Voor het seizoen 2008/09 is hij teruggekeerd bij de amateurs van Blauw Geel '38, waar hij tot zijn elfde jaar speelde.

## Clubstatistieken
| Seizoen | Club         | Duels | Goals | Competitie     |
| ------- | ------------ | ----- | ----- | -------------- |
| 2002/03 | FC Den Bosch | 11    | 1     | Eerste divisie |
| 2003/04 | FC Den Bosch | 31    | 4     | Eerste divisie |
| 2004/05 | FC Den Bosch | 28    | 0     | Eredivisie     |
| 2005/06 | FC Den Bosch | 33    | 0     | Eerste divisie |
| 2006/07 | FC Dordrecht | 11    | 2     | Eerste divisie |
| 2007/08 | FC Dordrecht | 21    | 2     | Eerste divisie |
| 2007/08 | FC Emmen     | 10    | 0     | Eerste divisie |
| Totaal  | Totaal       | 145   | 9     |                |